# Escuela Francesa de Atenas
La Escuela Francesa de Atenas (en francés: École française d’Athènes, (EfA); en griego: Γαλλική Σχολή Αθηνών), es uno de los diecisiete institutos de arqueología extranjeros que operan en Atenas (Grecia). Fue creada en 1846 y fue la primera institución de este tipo creada en Atenas. Su objetivo es promover el estudio de la lengua, la historia y las antigüedades griegas. 
Tiene un programa de actividades de investigación en todos los campos de los estudios sobre Grecia, pero sobre todo en arqueología, epigrafía y los estudios clásicos. Su biblioteca contiene 80.000 volúmenes, 550.000 fotografías y 35.000 mapas.

## Institución educativa
Al contrario de lo que ocurre con otras instituciones extranjeras de Atenas, la EfA es, más que a un simple centro de investigación, una facultad universitaria. Formalmente se define como un Établissement public à caractère scientifique, culturel et professionnel dentro del sistema educativo francés.

## Trabajo de campo arqueológico

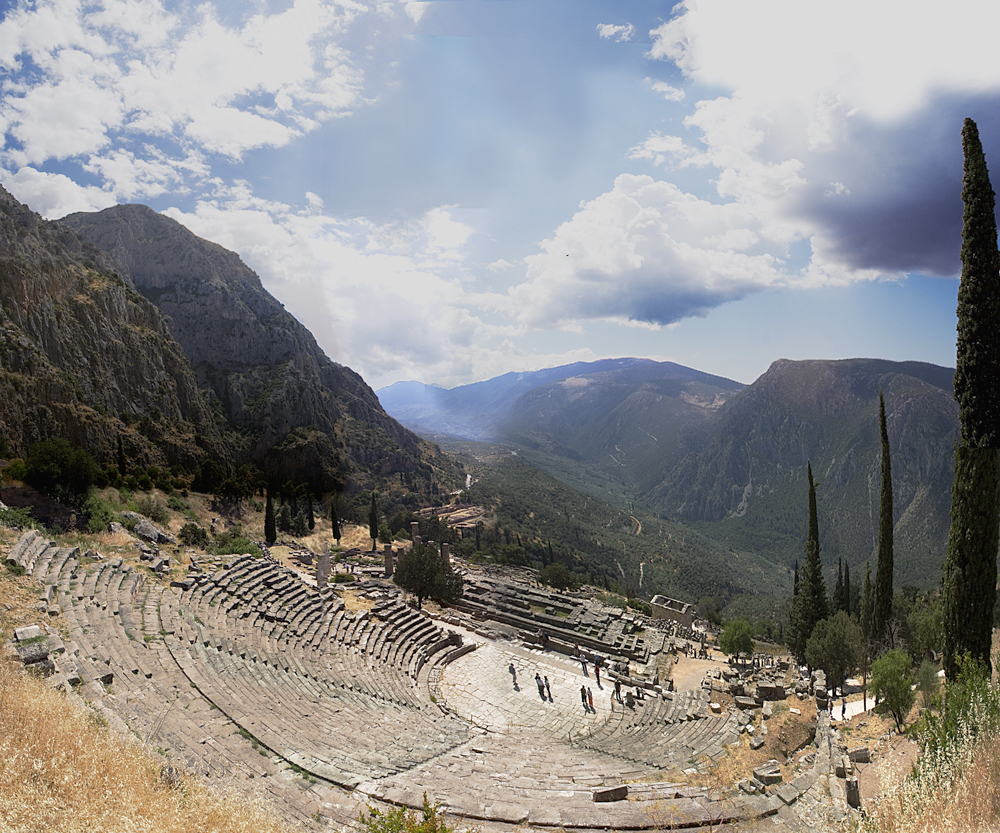
La Escuela Francesa de Atenas lleva trabajando en el yacimiento de Delfos desde el.

Desde su fundación la EfA ha estado involucrada en muchos proyectos arqueológicos en Grecia, incluyendo excavaciones en Filipos, Dikili Tash (ambos en Macedonia), el santuario de Samotracia y Tasos (en las islas del norte del mar Egeo), Delfos (Grecia central), Argos (Peloponeso), Delos (Cícladas), Malia e Itano (Creta), así como en Amatunte en Chipre.

## Alumnos destacados
Muchos arqueólogos, clasicistas y epigrafistas franceses han sido miembros de la EfA:
- Edmond About (1851)
- Victor Bérard (1887)
- Alexandre Bertrand (1849)
- Jean Bingen (1952)
- Georges Daux (1920)
- Michel Debidour (1972)
- Robert Demangel (1891)
- Charles Diehl (1883)
- Jean-Yves Empereur (1978)
- Numa-Denis Fustel de Coulanges (1853)
- Léon Heuzey (1854)
- Paul Lemerle (1931)
- Pierre Lévêque (1947)
- Edmond Lévy (1963)
- Jean Marcadé (1946)
- Roland Martin (1938)
- André Plassart
- Jean Pouilloux (1945)
- Louis Robert (1927)
- Paul Vidal de la Blache (1867)
- Ernest Will (1935)